# الدواء العجيب (كتاب)
الدواء العجيب: التاريخ السري للثاليدومايد في أمريكا وضحاياها المخفيين هو كتاب واقعي من تأليف جينيفر فاندربيس نشرته دار النشر راندوم هاوس في عام 2023. وهو يروي قصة كيف وجدت فرانسيس أولدهام كيلسي من إدارة الغذاء والدواء (FDA) عيوبًا في أبحاث الثاليدومايد. على عكس الرأي الأولي القائل بأن إدارة الغذاء والدواء الأمريكية رفضت ترخيص الدواء لعلاج غثيان الصباح أثناء الحمل ولذلك نجت الولايات المتحدة من فضيحة الثاليدومايد، تدعي فاندربيس أن الدواء كان لا يزال منتشرًا على نطاق واسع هناك في أواخر الخمسينيات والستينيات. ونتيجةً لذلك، أُصيب العديد من الأطفال بتفقم الأطراف أكثر مما كان يُعتقد في الأصل.     

## الروابط الخارجية
- "Wonder Drug". Jennifer Vanderbes (بالإنجليزية). Archived from the original on 2023-11-28. Retrieved 2023-08-31.